# Isaac Shelby
Pour les articles homonymes, voir Shelby.
Isaac Shelby (11 décembre 1750 - 18 juillet 1826) fut le premier et le cinquième gouverneur du Kentucky et un officier durant la guerre de Dunmore, la Guerre d'indépendance des États-Unis et la guerre anglo-américaine de 1812.

## Biographie
Bien que gouverneur, il a dirigé personnellement la milice du Kentucky lors de la bataille de la rivière Thames, une action qui lui a valu la médaille d'or du Congrès des États-Unis. Neuf Comtés des États-Unis, plusieurs villes et bases militaires, portent son nom. Son amour pour la chanson de John Dickinson, The Liberty Song (la chanson de la liberté) est censé être la raison de l'adoption par l'État du Kentucky de sa devise "United we stand, divided we fall" (Unis, nous tenons debout, divisés, nous tombons). 
La carrière militaire de Shelby a commencé comme commandant en second de son père lors de la bataille de Point Pleasant, la seule grande bataille de guerre de Dunmore. Il y a acquis la réputation d'un bon bûcheron et d'un géomètre expert et a passé le début de la guerre d'indépendance à rassembler du matériel pour l'armée continentale. Plus tard dans la guerre, il conduisit avec John Sevier des troupes à travers la chaîne des Appalaches pour lutter contre les forces britanniques en Caroline du Nord. Il a joué un rôle crucial dans la défaite des Britanniques à la bataille de King's Mountain. Pour ses services rendus, il se présenta avec une épée de cérémonie et une paire de pistolets à la chambre des représentants de Caroline du Nord, et le surnom de "Old King's Mountain" lui resta toute sa vie.
Après la guerre, Shelby s'installa dans le Kentucky sur les terres qui lui avaient été attribuées pour ses services militaires et il s'impliqua dans le passage du Kentucky de comté de la Virginie à un État indépendant. Son héroïsme l'avait rendu populaire auprès des citoyens de l'État, et le collège électoral l'élut à l'unanimité gouverneur en 1792. Il sécurisa l'État contre les attaques des Indiens et réussit à former son premier gouvernement. Il exploita l'affaire Genet pour convaincre l'administration de Washington de passer un accord avec les Espagnols pour créer un libre-échange sur le fleuve Mississippi. 
À la fin de son mandat de gouverneur, Shelby prit sa retraite publique, mais il fut rappelé à la vie politique par l'imminence de la guerre de 1812. Les habitants du Kentucky exhortèrent Shelby à se présenter à nouveau au poste de gouverneur et à les diriger pour le conflit. Il fut élu facilement et, à la demande du général William Henry Harrison, il commanda les troupes du Kentucky à la bataille de la Thames. À la fin de la guerre, il refusa l'offre du président James Monroe de devenir Secrétaire à la guerre. Son dernier acte public fut, avec Andrew Jackson, d'agir comme intermédiaire pour négocier l'achat  Jackson de terres indiennes avec la tribu Chickasaw. Shelby est mort à cette période dans le comté de Lincoln, au Kentucky, le 18 juillet 1826.